# Frederikke Federspiel
Frederikke Federspiel (25 janvier 1839 – 16 juin 1913) est une photographe professionnelle danoise. La première femme à demander une licence dans le pays. Parmi les clients de son studio, on trouve les princesses danoises Dagmar et Alexandra de Danemark. 

## Biographie
Frederikke Jakobine Federspiel naît en 1839 à Horsens dans le Jutland. Elle est élevée dans une famille bourgeoise avec sa sœur et ses cinq frères. Son père meurt alors qu'elle n'a que six ans et sa mère gagne sa vie comme modiste. Après la mort de sa mère en 1874, elle se rend à Hambourg pour apprendre la photographie. Vivant avec son oncle, Poul Friedrich Lewitz, et sa tante Juliane, elle devient l'apprentie de son cousin Alfred Lewitz, lui aussi photographe. Dans son journal, elle note à quel point elle a apprécié son année à Hambourg avec de nombreuses excursions, des soirées au théâtre et de merveilleux repas.
Après avoir terminé son apprentissage en 1876, Frederikke Federspiel retourne au Danemark, où elle est la première femme à demander une licence pour le commerce de la photographie. Elle s'installe à Aalborg avec sa sœur Sophie. Pendant que sa sœur exerce son métier de lingère, Frederikke installe un studio photographique au dernier étage. 
Il y a déjà deux photographes à Aalborg. Consciente de la concurrence, elle veille a toujours demeurer à la pointe de la technologie. Elle commence à utiliser des plaques sèches qui offrent une méthode d'exposition et de développement plus sûre et moins chère. Elle est l'une des premières à expérimenter la puissance du magnésium pour le flash et elle installe des lampes électriques dans son studio dès que l'électricité arrive à Aalborg en 1901.
Pendant longtemps, elle dirige la deuxième entreprise photographique la plus prospère de la ville. En 1878, elle tombe malade et passe huit mois à l'hôpital, puis trois mois supplémentaires au sanatorium St. Oluf à Modum, en Norvège. Elle devra retourner à la station thermale plusieurs fois au cours des années suivantes. 
En 1883, Frederikke Federspiel et Nielsine Zehngraf de Randers sont parmi les premières femmes à devenir membres de l'Association des photographes danois. Frederikke était un membre actif, contribuant à l'album des membres de l'Association. En 1885, elle est reconnue pour avoir fait don de portraits. Elle expose également son travail à Copenhague. 
Au début des années 1900, elle commence à vendre des appareils photo pour les photographes amateurs. Parmi ses étudiants et assistants figurent Ernst Gøpel, Fritz Karner et Georg Bendtzen Holm qui deviendront plus tard des photographes de premier plan. 
Frederikke Federspiel meurt le 16 juin 1913 à Aalborg. 

## Galerie

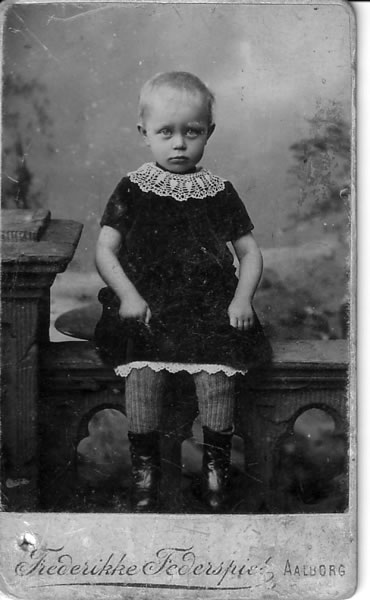
Portrait de Dorothy Sørensen (née en 1888, env. 2 ans) par Frederikke Federspiel.
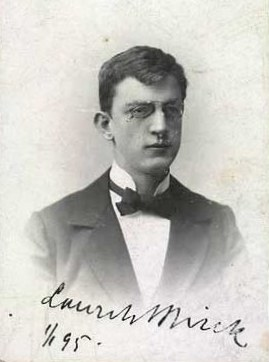
Lauritz Vilhelm Birck (1871-1933), économiste danois
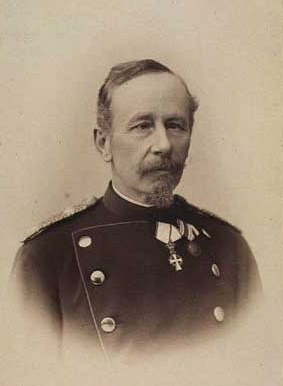
Otto Julius Georg Johannsen (1827-1902), Colonel danois
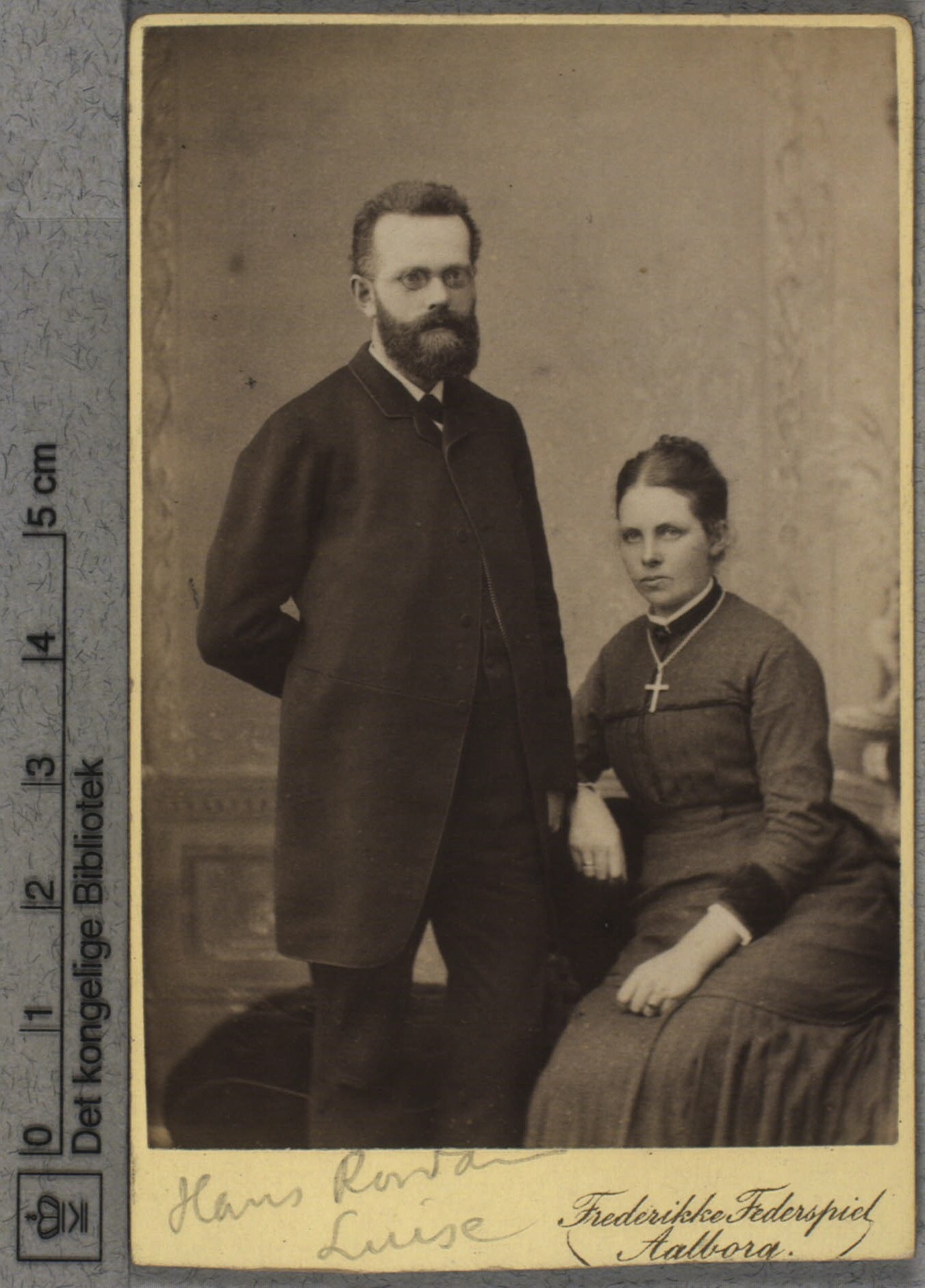
Hans Rørdam et sa femme Louise Theodora Rønne
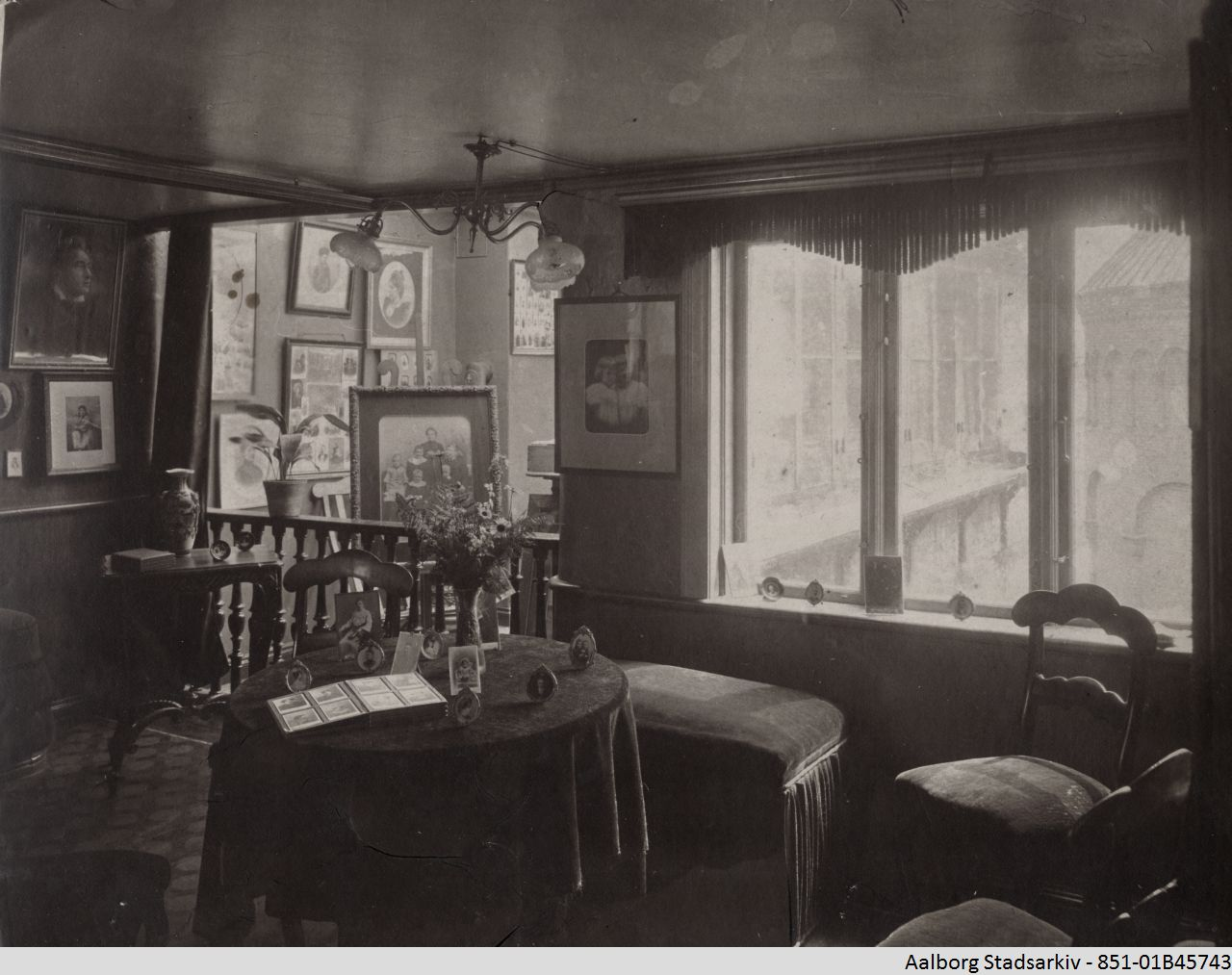
Atelier de Frederikke Federspiels .1907